# Rise of Nightmares
Rise of Nightmares (ライズ オブ ナイトメア) es un videojuego tipo horror de supervivencia desarrollado por Sega para Xbox 360, exclusivamente diseñado para Kinect. El juego fue revelado en el Tokyo Game Show de 2010, y se trata del primer juego de Kinect con libertad de movimientos. Es la primera vez que Kinect, tanto en términos de su calificación de «Súper violenta», lanza un juego donde los jugadores tienen rango de movimiento completo.

## Resumen
Rise of Nightmares ofrece una experiencia de horror que utiliza nuevos e innovadores controles de Kinect para dar a los jugadores nuevos encuentros llenos de anticipación temerosa y terrorífica. Usando todo su cuerpo, el jugador experimentará el miedo y la tensión como nunca antes en esta aventura de terror en primera persona.
Rise of Nightmares te pone en la piel de Josh, mientras trata de salvar a su esposa Kate de las garras de un científico loco. El jugador toma el control de todos los movimientos e interacciones que realice Josh en primera persona.

## Personajes
- Josh: Es protagonista principal del juego, de vacaciones en Rumanía con su esposa, Kate. Él tiene un problema con la bebida, y es una amenaza para su matrimonio. Él sobrevive al choque de trenes, y comienza a buscar a su esposa, quien fue secuestrada por Ernst por orden de Viktor, un científico loco desquiciado. Es el personaje que el jugador controla la mayor parte del juego.

- Kate: La esposa de Josh, quien se encontraba de vacaciones con él en Rumanía en un intento de salvar su matrimonio fracasado. Ella se enfada con él antes de ser capturada, ya que Josh le prometió dejar de beber y no lo hace. Ella es secuestrada poco antes de que el tren descarrilara por Ernst. La mayor parte del juego se dedica a su búsqueda. Ella está embarazada, aunque Josh no lo sabía. Esa es una de las principales razones por las que Viktor la secuestro.

- Viktor: Un científico loco asesino con un interés en los estados de vida y la muerte, y el antagonista principal del juego. Tiene a Kate secuestrada, y es responsable de la muerte y transformación de casi todo el mundo en la mansión, en la búsqueda de un objetivo final: crear vida por medio de la muerte y así poder resucitar a su hijo muerto (que el mismo asesino). Por lo que realiza experimentos sangrientos y con naturaleza de tortura, remplazando y agregando extremidades reboticas a los cadáveres de sus víctimas, lo que provoca que obtengan poderes sobrehumanos. Él tiene grandes planes en mente, para Josh y su esposa, por razones muy personales. Su esposa y ayudante es María. Al final del juego se revela que él realizaba experimentos debido a que quería ser «un maestro en el arte oscuro de la muerte y la resurrección».

- Yeli: Una rumana adivina, que predice el destino de Josh en el tren. Ella inexplicablemente sobrevive al accidente de tren, e inmediatamente se dirige a la mansión, sin saberlo, llevando a los sobrevivientes asustados derecho al infierno del que se había escapado una vez. Ella había sido prisionera en el pasado, pero fue ayudada en su fuga por un detective anónimo. Yeli es la esposa de Ernst. El personaje de Josh la mata por error y ella muere junto al cadáver de Ernst.

- Ernst: Es el «gigante enmascarado» y el servidor más confiable de Viktor. Él fue enviado a secuestrar a Kate y descarrilar el tren. Una vez fue un prisionero en la mansión, pero a diferencia de su esposa, él no pudo escapar. En cambio, se convirtió en uno de los más poderosos, espantosos y retorcidos experimentos de Viktor. El casco que lleva obstruye gravemente su visión, pero Ernst compensa la falta de visión con un oído sumamente agudo, que le permite detectar a las personas en el área con tan solo escuchar el ruido de sus movimientos; aunque en varias ocasiones se muestra que es capaz de «abrirlo». Cuando aparece, Josh se ve obligado a huir, para evitar una muerte espantosa. Finalmente, el jugador tiene que luchar contra él, pero intercambian cuerpos durante un experimento de Viktor.

- Maria: La esposa de Viktor, y la ayudante del mismo. Al igual que las víctimas de Viktor, María fue sometida a extraños experimentos por parte de su marido. Después de descubrir lo que Viktor había hecho con su hijo recién nacido, es asesinada por este en una arranque de ira. Vista únicamente a distancia, conduce a Josh a través de la mansión, y organiza varias batallas contra jefes no-muertos. Sin embargo, no es lo que parece a simple vista y sus planes son aún más personales que los de Viktor.

- Sacha y Tasha: Un par de bailarinas rusas un poco malcriadas, y (posiblemente) gemelas. Ambas sobreviven al accidente de tren, solo para desaparecer y reaparecer como las estrellas no-muertos en una batalla doble, como una función de ballet. Son propensas a discutir entre ellas cuando algo va mal, como ve el jugador cuando esquiva su ataque doble y paran de pelear para discutir. Ellas son el primer encuentro de batalla de Josh, a cargo de María.

- Jane: Es una psiquiatra británica. Afable y apacible, es inteligente y lo utiliza a su ventaja, sin embargo, ella se cuestiona a veces. Sobrevive al accidente de tren y reaparece en la mansión, solo para ser capturada por Ernst. Ella vuelve a aparecer para convertirse en una amenaza no-muerto, insistiendo en que sigue viva, aun cuando su cuerpo está mutilado y posee habilidades sobrehumanas. A diferencia de los otros, sus alteraciones son en su mayoría mentales, y ella no es consciente de lo que le ha sucedido, sin dejar de cuestionarlo durante la batalla. Su actitud tranquila esconde una naturaleza reprimida.

- Mónica: Es una chica joven y rubia, de origen EE.UU y algo ingenua, se dirigía a una fiesta con sus amigos, Max, Katja y Aarón. Mientras Josh discutía con Kate, Mónica aparece por la puerta y provoca que Josh vuelque su atención hacia ella, lo que hace que Kate se enoje y salga del compartimiento del tren y comience la historia. Ella sobrevive al accidente de tren, pero es capturada y regresar como un jefe de títeres no-muertos, y mecanizada, junto a Max. Ella alterna entre burlas y disculpas en toda la batalla, insistiendo en que los dos están siendo controlados. Ella y Max eran novios, y ella cree (erróneamente) que él se preocupaba por ella.

- Max: Un joven punk alemán con la cabeza rapada, se dirigía a una fiesta con su novia Mónica y sus amigos Max, Katja y Aarón. Es mal educado, el primero en gritar y maldecir cuando las cosas empiezan a ir mal, y se hunde a sí mismo en el peligro imprudentemente. Es capturado junto con Josh, torturado y asesinado frente a este, solo para reaparecer como un jefe no-muerto medio mecanizado con Mónica, más adelante en el juego. A pesar de su personalidad, muestra cierto ingenio en la batalla, utiliza trucos y distintas estrategias de pelea. A diferencia de Mónica, muestra poco remordimiento de poder pelear contra Josh. Él no ama realmente a Mónica, solo planeaba utilizarla para introducir contrabando en los EE. UU.

- Aaron: Un alemán con el pelo marrón fibroso, se dirigía a la fiesta con sus amigos. Él es el protagonista principal en el «Capítulo 0» (tutorial antes del inicio del juego). Él toma distintos caminos a través de la mazmorra, en un intento de encontrar una salida para sí mismo y para Katja. Muere al caer en una trampa cuando finalmente parecen llegar al final. No hay mucho que ver de su personalidad. Al igual que los otros, sobrevivió al accidente de tren, y reapareció con Sacha y Tasha fuera de la mansión, antes de que todo el mundo sea capturado.

- Katja: Una niña francesa de pelo oscuro, se dirigía a una fiesta con sus amigos. Ella sobrevivió al accidente de tren, solo para ser capturada y encerrada en las mazmorras con Aaron. Ella es el primer personaje que el jugador se encuentra en «Capítulo 0» e insta a Aarón a encontrar una salida. Ella sospecha de la trampa antes de que se desencadene pero, al aparecer Ernst, ella entra en pánico y, sin darse cuenta, cae en la trampa junto con Aaron. Ella era muy consciente de las verdaderas intenciones de Max sobre Monica, pero nunca se lo dijo.

- Fido / Marchosias: Un hombre británico un tanto obeso, cuya cabeza está pegada al cuerpo de un perro pequeño. 'Fido' (como Josh le llama) era un siervo de Viktor, hasta que su dueño decidió quitarle el corazón, y encerrarlo en un cobertizo. Fido se compromete a ayudar al jugador a cambio de la libertad y su corazón robado, que necesita para animar su cuerpo real. Él es muy educado y, en ocasiones, algo afeminado.